# Charles Fort
Charles Hoy Fort (Albany, 6 de agosto de 1874-Bronx, 3 de mayo de 1932) fue un investigador estadounidense, conocido por dedicarse al estudio de fenómenos anómalos no solventados por la ciencia de su época. Los términos «forteano» y «forteana» se usan a veces para caracterizar tales fenómenos. Su obra sigue inspirando a admiradores, que se refieren a sí mismos como «forteanos», y ha influido en algunos aspectos de la ciencia ficción.

## El libro de los condenados
El libro de los condenados, su obra más conocida, es una colección de hechos despreciados por la ciencia ortodoxa. Recopiló y publicó un catálogo con 25 000 entradas de fenómenos inexplicados hasta entonces, que iba clasificando en cajas de zapatos, como son lluvias de ranas, precipitación de grandes trozos de hielo, barro, carne y azufre; nieve negra; bolas de fuego; cometas caprichosos; desapariciones misteriosas, meteoritos con inscripciones extrañas; ruedas luminosas en el mar; lunas azules; soles verdes; y aguaceros de sangre, entre otros. Fort, como los científicos que criticaba, reivindicaba la supremacía de “los hechos”. 
H. P. Lovecraft consideraba a Fort uno de sus maestros, y autores de ensayos antropológicos como Pauwels y Bergier reconocen haber utilizado el método forteano de búsqueda para gestar su famosa obra El retorno de los brujos.

## La herencia de Fort
Tanto su personalidad como las ideas que trabajó a lo largo de su vida atrajeron el interés de sus coetáneos, hasta el punto que un grupo de intelectuales británicos fundó la Sociedad Charles Fort, que publicaría la revista Doubt, recopilando los trabajos del archivero y muchos de sus «hechos condenados». Tanto la revista como la sociedad desaparecieron en 1959.
Posteriormente, el testigo fue recogido por la International Fortean Organization, que hasta 1997 editó la revista INFO Journal. Desde entonces, esta sociedad solo se muestra activa organizando diversos simposios y encuentros entre forteanistas.
Por su parte, desde 1973 se publica en Gran Bretaña Fortean Times, una revista bimestral dedicada a las temáticas forteanas, que anualmente organiza las llamadas Fortean Times Unconventions, en las que se reúnen todo tipo de aficionados a los misterios y a los sucesos extraños. En 2005 esta publicación recibió el Premio Cuadernos de Ufología, concedido por la Fundación Anomalía en reconocimiento a su larga trayectoria en la difusión de estas materias.
Quien ha mantenido viva a nivel individual la llama de los fenómenos forteanos ha sido el escritor estadounidense William R. Corliss, autor de una veintena de recopilaciones de hechos inexplicados, agrupados por temáticas, que reciben el nombre colectivo de Sourcebook Project.

## Obra
- Many Parts (autobiografía que no llegó a publicarse)
- The Outcast Manufacturers (1909, novela)
- Book of the Damned (1919)
- New Lands (1923)
- Lo! (1931)
- Wild Talents (1932)
- Turra y Migüe (1935)